# The Penitent (film 1912)
The Penitent è un cortometraggio muto del 1912. Il nome del regista non viene riportato nei credit del film prodotto dalla Essanay.

## Trama
Una giovane, contesa da due pretendenti, si rende conto che solo uno dei due l'ama veramente quando, vittima di un incidente, diventa cieca. Trovato l'amore, recupererà poi anche la vista.

## Produzione
Il film fu prodotto dalla Essanay Film Manufacturing Company.

## Distribuzione
Distribuito dalla General Film Company, il film - un cortometraggio a una bobina - uscì nelle sale cinematografiche USA il 22 novembre 1912. Nel Regno Unito, venne distribuito il 13 febbraio del 1913.